# Свидня (Кролевецкий район)
Свидня (укр. Свидня) — село,
Буйвалевский сельский совет,
Кролевецкий район,
Сумская область,
Украина.
Код КОАТУУ — 5922681507. Население по переписи 2001 года составляло 64 человека.

## Географическое положение
Село Свидня находится на расстоянии в 3,5 км от города Кролевец,
в 0,5 км расположено село Буйвалово, в 1 км от села Хоменково.
По селу протекает пересыхающая река Свидня с запрудой.
Рядом проходит автомобильная дорога Т-1907.

## Название
Название села происходит от названия реки Свидня, которая протекает недалеко. 